# أندي موريسون
أندي موريسون (بالإنجليزية: Andy Morrison)‏ (30 يوليو 1970 بإنفرنيس في المملكة المتحدة - ) هو لاعب كرة قدم بريطاني في مركز الدفاع. لعب مع بلاكبيرن روفرز وشيفيلد يونايتد وكريستال بالاس ومانشستر سيتي ونادي بلاكبول ونادي بليموث أرجايل وهدرسفيلد تاون.

## وصلات خارجية
- أندي موريسون على موقع قاعدة بيانات كرة القدم.إي يو (الإنجليزية)
- أندي موريسون على موقع Soccerbase.com (لاعب) (الإنجليزية)
- أندي موريسون على موقع عالم كرة القدم.نت (الإنجليزية)